# Koitterjärvi
Koitterjärvi är en sjö i kommunen Nyslott i landskapet Södra Savolax i Finland. Sjön ligger 76,3 meter över havet. Arean är 89 hektar och strandlinjen är 9,7 kilometer lång. Sjön  ingår i Vuoksens huvudavrinningsområde.   Den ligger omkring 100 kilometer öster om S:t Michel och omkring 290 kilometer nordöst om Helsingfors. 